# Nguyễn Thị Uyên
Nguyễn Thị Uyên (sinh năm 1999) là một vận động viên bóng chuyền nữ Việt Nam. Cô là một chủ công trẻ triển vọng hàng đầu của bóng chuyền nữ Việt Nam. Nguyễn Thị Uyên sở hữu thân hình khoẻ mạnh, sở hữu chiều cao 182 cm được coi là rất lí tưởng cho vị trí chủ công ở thời điểm hiện tại, đà đập bóng đẹp, khả năng chắn đơn hiệu quả.

## Khen thưởng
Đội tuyển quốc gia
Seagame 31: HCB
Asian Cup 2022: Hạng 4
Asean Grand Prix 2022: Hạng 2
AVC Nation cup 2025: Vô địch
VTV cup 2025: Hạng 2
SEA VLeague 2025 chặng 1: Hạng 2
SEA VLeague 2025 chặng 2: Vô địch

### Đội tuyển trẻ

##### U19 Châu Á:
- Hạng 4: 2016

##### U19 Đông Nam Á:
- Á quân: 2016

### Câu lạc bộ

#### Geleximco Thái Bình
Giải Siêu Cup Đạm Cà Mau :
Hạng 4: 2018

##### Vô địch Quốc gia:
- Vô địch : 2022

##### Hạng A toàn quốc:
- Vô địch: 2020

##### Cup Hoa Lư:
- Á quân: 2021

Ninh Bình LP Bank (Mượn)
Cup Hùng Vương
- Hạng 2 🥈 :2024
- Vô địch 🥇: 2025
Giải bóng chuyền VTV9 Bình Điền
- Hạng 2 🥈: 2024